# Paul Ristelhuber
Paul Ristelhuber, né en 1834 à Strasbourg et mort en 1899 dans la même ville, est un érudit strasbourgeois. Journaliste et amateur de littérature, il est l'auteur de nombreuses publications.

## Postérité
Une rue de Strasbourg, reliant la route de la Meinau à celle du Général-Offenstein, porte son nom.